# Darío Saguier
Darío Jara Saguier (Asunción, 1930. január 27. – 2023. január 22.) paraguayi labdarúgó, csatár, edző. Testvérei szintén labdarúgók: Ángel, Carlos, Críspulo, Enrique és Toribio.

## Pályafutása
1946–47-ben a Rubio Ñú, 1948 és 1960 között a Cerro Porteño, 1961-ben a General Caballero, 1962-ben ismét a Rubio Ñu, 1963-ban Club LA de Herrera, 1964-ben az Olimpia de Itá labdarúgója volt.
1950 és 1956 között négy alkalommal szerepelt a paraguayi válogatottban. Részt vett az 1950-es brazíliai világbajnokságon.